# 루팅 (가수)
루팅(중국어 간체자: 陆婷, 정체자: 陸婷, 병음: Lù Tíng, 한자음: 육정, 영어: Lisa Lu, 1992년 12월 18일 ~ )은 중국의 아이돌 가수, 배우이다. 중국의 걸 그룹 SNH48 Team NⅡ의 일원이다. 그리고 연예 기획사 STAR48(丝芭传媒)의 소속 연예인이다.